# Jirayu Saenap
Jirayu Saenap (thailändisch จิรายุ แสนอับ; * 25. April 2000), auch als Tim bekannt, ist ein thailändischer Fußballspieler.

## Karriere
Jirayu Saenap erlernte das Fußballspielen in der Jugend vom Lampang FC. Hier unterschrieb er im Sommer 2023 auch seinen ersten Vertrag. Der Verein aus Lampang spielte in der zweiten Liga, der Thai League 2. Sein Zweitligadebüt gab Jirayu Saenap am 12. August 2023 (1. Spieltag) im Auswärtsspiel gegen den Rayong FC. Bei der 1:0-Niederlage wurde er in der 87. Minute für den verletzten Chatchai Nanthawichianrit eingewechselt. In seiner ersten Profisaison bestritt er sieben Ligaspiele. Im Sommer 2024 wechselte er zum Drittligisten Udon United FC. Mit dem Verein aus Udon Thani spielt er in der North/Eastern Region der Liga.